# Franse presidentsverkiezingen 1932
Op 10 mei 1932, vier dagen na de moordaanslag op president Paul Doumer (die een dag later, 7 mei, overleed) werden er in Frankrijk presidentsverkiezingen gehouden. De verkiezingen werden gewonnen door de conservatief Albert Lebrun.
| Kandidaten       | politieke partij/richting  | ronde 1 |
| ---------------- | -------------------------- | ------- |
| Albert Lebrun    | AD                         | 55,60%  |
| Albert Bedouce   | SFIO                       | 16,59%  |
| Marcel Cachin    | PCF                        | 8,13%   |
| Édouard Herriot  | PRS                        | 5,82%   |
| Justin Godart    | Gauche Démocratique        | 5,49%   |
| Fernand Bouisson | republikeins-socialistisch | 1,76%   |
| François Piétri  | rechts                     | 1,10%   |
| Anderen          | -                          | 4,84%   |